# Климушино (Верховажский район)
Климушино — деревня в Верховажском районе Вологодской области.
Входит в состав Нижне-Важского сельского поселения (до 2015 года была центром Климушинского сельского поселения), с точки зрения административно-территориального деления — центр Климушинского сельсовета.
Расстояние до районного центра Верховажья по автодороге — 10 км. Ближайшие населённые пункты — Леоновская, Мартыновская, Петровская, Вахрушево, Ивановская.
По переписи 2002 года население — 288 человек (123 мужчины, 165 женщин). Преобладающая национальность — русские (99 %).
В деревне 4 улицы: Центральная, Молодëжная, Спортивная, Стебенëва.